# Bazilika Narození Přeblahoslavené Panny Marie
Bazilika Narození Panny Marie v Rajecké Lesné je římskokatolická bazilika minor.
Současný kostel je z roku 1866. Na jeho hlavním oltáři se nachází milostivá socha Panny Marie a kostel je poutním místem již od počátku 17. století.
Od roku 1995 se v areálu nachází Slovenský betlém, zobrazující regiony Slovenska.
Na baziliku minor byl kostel povýšen Janem Pavlem II. dne 11. března 2002.